# 4 лютого
4 лютого — 35-й день року в григоріанському календарі. До кінця року залишається 330 днів (331 день — у високосні роки).

## Свята і пам'ятні дні

### Міжнародні
- ООН: Всесвітній день боротьби проти раку. Міжнародний день людського братерства[en].

### Національні
- Ангола: День збройного повстання.
- США (Каліфорнія і Міссурі): День Рози Паркс.
- Шрі-Ланка: День Незалежності.

### Релігійні

#### Західне християнство
- Пам'ять святих Андреа Корсіні[en], Вероніки Єрусалимської, Ґільберт Семпрінгемського[en], Ґольдрофа Арганільського[en], Івана де Брітто[en], Йосифа Леонеського та Рімберта[en];
- Пам'ять французької королеви Іоанни I;
- Пам'ять блаженного Храбана Мавра.

#### Східне християнство[1]
- Пам'ять преподобних Ісидора Пелусіотського та сповідника Миколая Студійського[fr];
- Пам'ять мученика Іадора;
- Пам'ять священномученика Аврамія Арвильського.

## Іменини
✝  Католицькі: Андреа, Вероніка, Ґільберт, Ґольдроф, Іван, Йосиф, Рімберт (Ремберт), Храбан.
✙ Православні: Аврамій, Іадор, Ісидор, Микола.

## Події

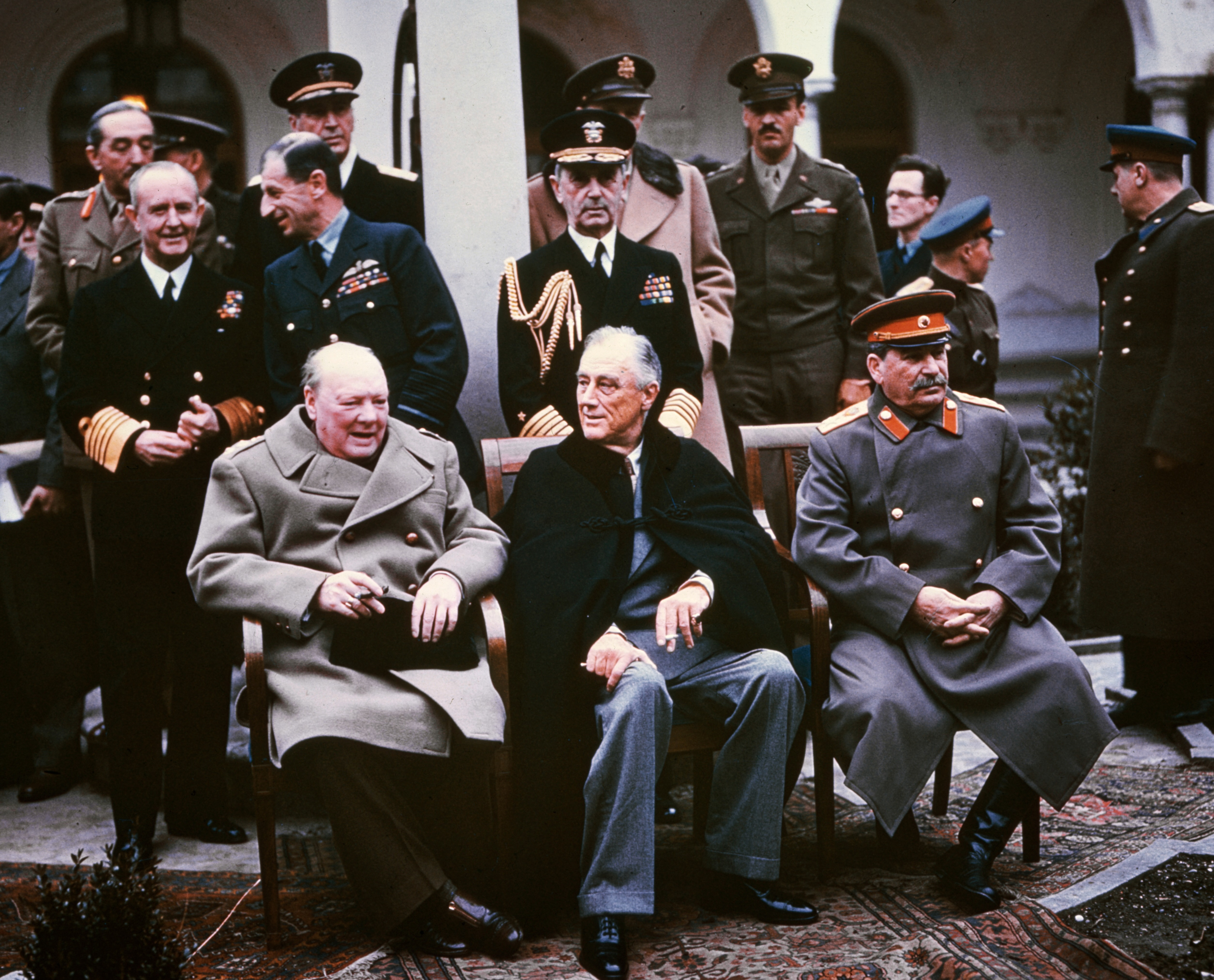
Груповий знімок учасників Ялтинської конференції

- 960 — на престол зійшов Чжао Куан'їнь, перший імператор китайської династії Сун.
- 1690 — собор Російської православної церкви наклав анафему «хлібопоклонницькій єресі» й на релігійні твори українських авторів Петра Могили, Кирила Ставровецького, Іоаникія Галятовського, Лазара Барановича, Антіна Радивиловського, Єпіфанія Славинецького.[2][3]
- 1703 — в Едо 47 самураїв-ронінів вчинили сепуку після сповненої ними помсти за смерть свого сюзерена.
- 1708 — перше виконання кантати Йоганна Себастьяна Баха Gott ist mein König (BWV 71), що була надрукована першою і єдиною за життя композитора.
- 1789 — у Філадельфії на засіданні виборщиків, які представляли 10 з 11-и штатів, що ратифікували конституцію США, одноголосно, 69-а голосами, було обрано першого президента Сполучених Штатів Америки — ним став Джордж Вашингтон.
- 1793 — Другий поділ Речі Посполитої, внаслідок якого Волинь і Поділля приєднано до Російської імперії.
- 1859 — Костянтин Тішендорф виявив у монастирі святої Катерини Синайський кодекс.
- 1906 — департамент поліції Нью-Йорку постановив використовувати відбитки пальців для ідентифікації злочинців.
- 1941 — запатентований тефлон.
- 1943 — у Цюриху (Швейцарія) відбулася прем'єра «Доброї людини з Сезуана» Бертольда Брехта.
- 1944 — в Парижі відбулася прем'єра «Антігони» Жана Ануя.
- 1945 — у Лівадії (Крим) відкрилася Ялтинська конференція — дипломатична зустріч лідерів США, Великої Британії й СРСР з метою вирішення питань закінчення Другої світової війни та повоєнного ладу.
- 1948 — британська колонія Цейлон отримала незалежність у Співдружності націй.
- 1961 — з Анголи почалася колоніальна війна Португалії проти африканських національно-визвольних рухів.
- 1969 — Ясір Арафат очолив Організацію визволення Палестини.
- 1970 — засноване місто Прип'ять.
- 1971 — оголошено про банкрутство британської компанії «Роллс-Ройс».
- 1974 — після двох років дресирування шимпанзе Нім Чимскі в США написав перше слово.
- 1992 — Уго Чавес вчинив спробу державного перевороту у Венесуелі (стане президентом у 1999).
- 1998 — в обличчя Біла Гейтса в Брюсселі поцілили тортом.
- 2004 — почала роботу соціальна мережа Facebook. Її заснував студент Гарвардського університету Марк Цукерберг.
- 2005 — Верховна Рада України затвердила Юлію Тимошенко на посаді прем'єр-міністра України.
- 2021 — у Запоріжжі сталася пожежа у Запорізькій обласній клінічній інфекційній лікарні, внаслідок якої загинуло четверо людей, а ще двоє постраждали.

## Народились

Чарльз Ліндберг

Дивись також Категорія:Народились 4 лютого
- 1483 — Рідольфо Гірландайо, італійський живописець, син Доменіко Гірландайо.
- 1494 — Франсуа Рабле, французький письменник, автор «Ґарґантюа та Пантаґрюеля».
- 1667 — Алессандро Маньяско, італійський живописець доби бароко, представник генуезької школи живопису.
- 1682 — Йоганн Фрідріх Беттгер, німецький алхімік, винахідник європейської порцеляни.
- 1688 — П'єр Карле де Шамблен Маріво, французький драматург.
- 1746 — Тадеуш Костюшко, військовий та політичний діяч, учасник війни за незалежність північноамериканських колоній (1775-83 рр.), керівник антиросійського Польського повстання (1794 р.).
- 1808 — Йосеф Каєтан Тил, чеський драматург, прозаїк, журналіст, актор, режисер, літературний і театральний критик. Автор гімну Чеської Республіки.
- 1820 — Божена Немцова, чеська письменниця.
- 1854 — Сидір Мидловський, актор, театральний діяч і письменник (†1916).
- 1871 — Фрідріх Еберт, перший президент Німеччини.
- 1872 — Октав Бенчіле, румунський художник.
- 1875 — Людвіґ Прандтль, німецький фізик, «батько аеродинаміки», творець аеродинамічної труби.
- 1880 — Климент Квітка, музикознавець та фольклорист, чоловік Лариси Косач (Лесі Українки).
- 1881 — Григорій Беклемішев, український піаніст, композитор, педагог.

- 1881 — Фернан Леже, французький художник, скульптор, графік, кераміст, прихильник «естетики машинних форм» і «механічного мистецтва».
- 1885 — Степан Балей, український і польський психолог. Автор «Нарису психології» (1922) — першого українського підручника з психології в Галичині, дві праці присвятив психології творчості Т. Г. Шевченка.
- 1897 — Людвіг Ергард, німецький канцлер, політик, економіст.
- 1900 — Жак Превер, французький поет і кіносценарист.
- 1902 — Чарльз Ліндберг, американський пілот (перший одиночний переліт через Атлантику).
- 1906 — Клайд Томбо, американський астроном, який відкрив Плутон, дев'яту планету Сонячної системи (1930 рік).
- 1913 — Роза Паркс, американська громадська діячка.
- 1932 — Фукуда Сіґео, японський скульптор, графік, один з найцікавіших дизайнерів XX століття.
- 1933 — Ігор Кваша, російський актор («Той самий Мюнхгаузен», «Людина з бульвару Капуцинів»), телеведучий («Жди меня» на ОРТ).
- 1939 — Джордж Ромеро, американський кінорежисер, класик стилю «горрор».
- 1941 — Джон Стіл, барабанщик гурту «Animals».
- 1948 — Еліс Купер (Alice Cooper; Вінсент Фурньє), рок-музикант.
- 1957 — Одд Голдрейх, ізраїльський науковець професор у галузі комп'ютерних наук.
- 1962 — Василь Аксенин, інженер, громадський активіст, учасник Євромайдану, один із Героїв Небесної сотні, Герой України.
- 1964 — Олег Протасов, радянський і український футболіст і тренер, віцечемпіон Європи 1988, найкращий футболіст СРСР 1987.
- 1974 — Оскар Де Ла Хойя, американський боксер, чемпіон Олімпійських ігор 1992 року, абсолютний чемпіон серед професіоналів у середній вазі.
- 1981;
  - Гордій Остапович, український спортсмен, який представляв Україну на Чемпіонаті Світу зі спортивного запам'ятовування
  - Сергій Колодій, один із «кіборгів» Донецького аеропорту, Герой України.

## Померли

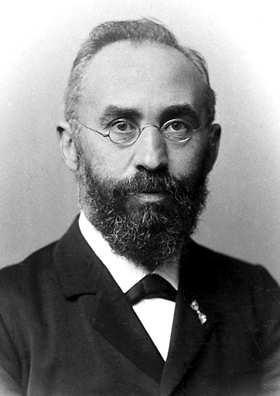
Гендрік Лоренц

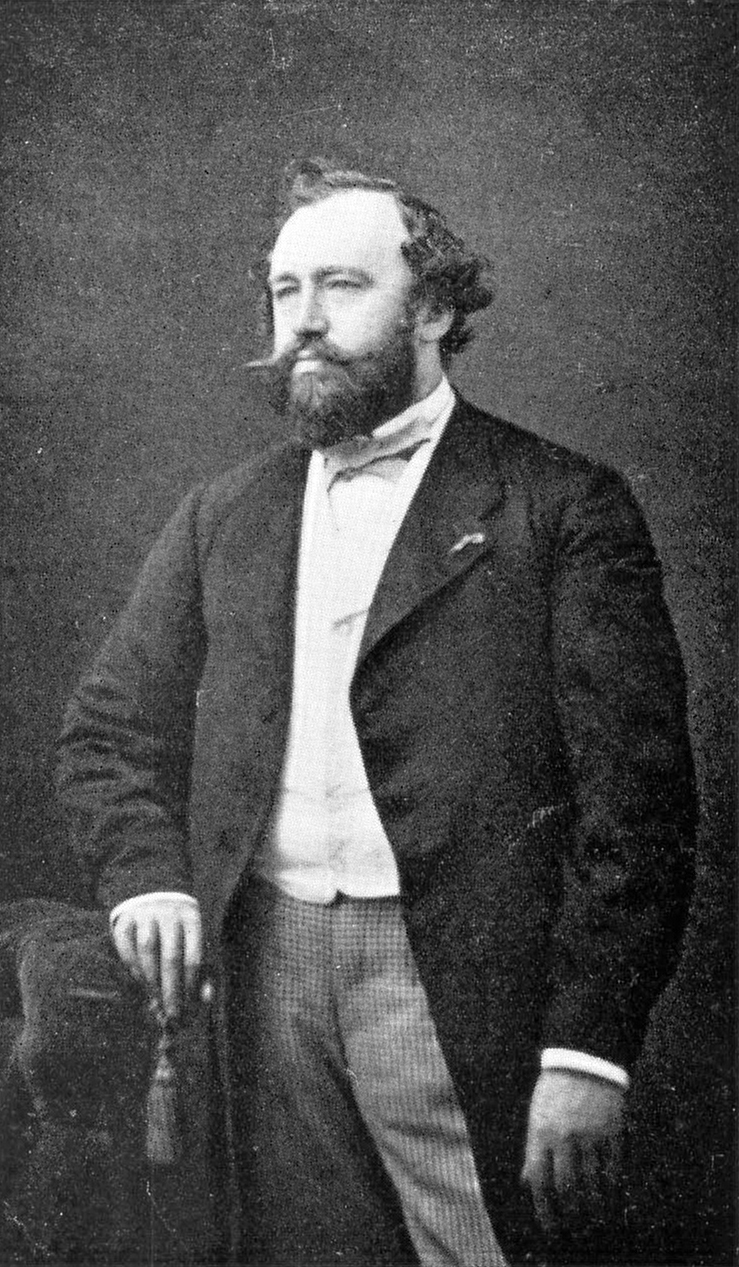
Адольф Сакс

Дивись також Категорія:Померли 4 лютого
- 211 — Септимій Север, римський імператор.
- 733 — Аґата-Інуакаї но Мітійо, японська аристократка і поетеса періоду Нара.
- 1494 — Юрій Дрогобич (Котермак), астроном, доктор медицини та філософії, ректор Болонського університету, перший українець — автор друкованої книги (вийшла в світ 1483 року).
- 1508 — Конрад Цельтіс, німецький неолатинський поет та гуманіст.
- 1590 — Джозеффо Царліно, італійський теоретик музики, педагог і композитор.
- 1617 — Людвіг Ельзевір, родоначальник знаменитої сім'ї голландських книговидавців, чиї видання стали взірцем друкарського мистецтва.
- 1787 — Помпео Батоні, італійський художник XVIII століття.
- 1894 — Адольф (Антуан Жозеф) Сакс, бельгійський музикант і музичний майстер, творець саксофона.
- 1905 — Луї Ернест Барріа, французький скульптор.
- 1920 — Модест Сосенко, український художник-монументаліст, майстер релігійного та світського малярства, портретист, пейзажист, ілюстратор.
- 1925 — Роберт Кольдевей, німецький архітектор і археолог, який визначив розташування стародавнього Вавилону.
- 1928 — Гендрік Лоренц, нідерландський фізик, лауреат Нобелівської премії 1902 року.
- 1951 — Сесіл Гант, американський блюзовий співак, піаніст (нар. 1913).
- 1957 — Джозеф Хардвей, американський аніматор, творець Bugs Bunny.
- 1972 — Микола Чеботарів, український військовий і політичний діяч, один з організаторів та керівник української контррозвідки.Микола Чеботарів (до 1920)
- 1995 — Патриція Гайсміт, американська письменниця, авторка психологічних детективів, багато з яких були екранізовані.
- 1995 — Олександр Довженко, лікар-нарколог, автор оригінального методу кодування.
- 2001 — Яніс Ксенакіс, грецький композитор.
- 2021 — Петро Сказків, український музикант-цимбаліст.